# Kirsten Thorupová
Kirsten Thorupová (* 9. února 1942 Gelsted) je dánská spisovatelka. Ve svém psaní přešla od modernistických experimentů k realistickým obrazům doby. Zejména její prózy jsou sociálně laděné a angažované, mapují existenční problémy lidí, kterým se nepodařilo začlenit do společnosti, a kteří se sociálně či psychicky vymykají normě. Někdy bývá nazývána „grand old lady“ dánské literatury.
Po maturitě v roce 1961 pracovala rok v Anglii jako au pair. Pak studovala angličtinu a literaturu na Kodaňské univerzitě, studia však opustila již po roce. V roce 1963 se provdala za divadelního režiséra Iba Thorupa a o dva roky později se jim narodila dcera Ája. Rozvedli se v roce 1974; ukázalo se, že její manžel je bisexuální, zemřel na AIDS v roce 1990. Bisexualita se později také stala tématem několika jejích románů. Po mateřské dovolené se živila různou kancelářskou prací, mimo jiné na ředitelství pro ochranné známky a patenty.
K psaní ji podle vlastních slov přivedl pocit bezdomovectví a nejisté identity, jenž u ní zesílil během pobytu v Anglii. „Pokud si myslíte, že ve světě neexistujete, pak je psaní způsob, jak existovat,“ řekla k tomu. Debutovala roku 1967 básnickou sbírkou Indeni – Udenfor (Uvnitř – Venku). Více se ale proslavila svými romány Himmel og helvede (Nebe a peklo, 1982) nebo Bonsai (Bonsaj, 2000). V roce 2017 obdržela nejprestižnější skandinávské literární ocenění, Cenu Severské rady, a to za román Erindring om kærligheden (Vzpomínky na lásku). Román analyzuje dysfunkční vztah matky a dcery. Hodně psala i pro televizi.